# 켈리 파테르니티
켈리 파테르니티(Kelly Paterniti, 1987년 12월 6일 ~ )는 오스트레일리아의 배우이다.

## 출연 작품
- 레드 주식회사 (2012)
- 디 이그잼플 (2011)
- 슬리핑 뷰티 (2011)
- 투명인간 그리프 (2010)